# Mama Killa
Na mitologia Inca, Mama Killa, a mãe lua, era a irmã e esposa do deus Inti. Esta deusa representada pela lua acompanhava Inti em igualdade na corte celestial. A Tríplice Deusa Inca, a grande deusa da mitologia inca, desdobra-se em três: Mama Killa, Mama Ocllo e Mama Cocha.
Era a mãe do firmamento, tinha uma estátua sua no Templo do Sol, onde uma Ordem de Sacerdotisas a cultuavam.
Naturalmente a deusa Mama Killa estava ligada ao fervor religioso das mulheres, eram elas que formavam o núcleo de suas fiéis seguidoras, já que a deusa Mama Killa podia compreender seus desejos e temores e dar-lhes o amparo buscado.
Também estava ligada ao ciclo menstrual das mulheres. 
Há também uma história, até onde não sabemos se é verdadeira:
"Segundo a lenda, a Ka-Ata-Killa, ou Mama killa, foi criada pelo Deus Viracocha Pachacayaki, criador de todas as coisas. Ela nasceu no lago Titicaca, precisamente, e muitos templos foram dedicados à deusa.
Ela mesma escolheu morar perto do lago onde nasceu, e então um dia, Ka-Ata-Killa se apaixonou por um mortal, um pescador cujo barco ela frequentemente via da janela de sua casa. Sua paixão por ele era tão intensa que ela não aguentou e se revelou a ele um dia, em todo o seu esplendor de deusa, e o homem ficou assustado.
Ka-Ata-Killa, furiosa com essa rejeição, construiu um templo nas profundezas da selva e trancou o mortal que ousou resistir a ela. Depois de sequestrar o mortal que estava apaixonada, a deusa criou um espelho, ela forçou o homem olhar para ele e responder a uma pergunta, sempre a mesma: Você me ama?  A deusa acreditou que o homem acabaria se apaixonando por ela.
Este espelho era mágico, uma espécie de espelho da verdade, você não pode mentir quando está na frente dele, ele mostra a sua verdadeira natureza.
O homem achou que a deusa nunca daria sua liberdade se ele não dissesse o que ela realmente desejava.
Até que um dia o mortal disse que a amava, mas a deusa sabia que ele estava mentindo quando se olhou no espelho.
Em uma fatídica noite, enlouquecido pelo cativeiro, ele pôs fim a própria vida.
Quando AK-Ata-Killa descobriu seu cadáver ela entrou em desespero. Em sua dor, ela libertou sua raiva causando um cataclismo, que exterminou quase toda a humanidade, e foi descansar no alto do céu, tonando-se um satélite - a lua."
1. ↑  Roza, Greg (2007). Incan mythology and other myths of the Andes. Internet Archive. [S.l.]: New York : Rosen Pub. Group
2. 1 2  «Religião inca: deuses, lendas, características». História do Mundo. Consultado em 17 de julho de 2023